# Peca'el
Peca'el (hebrejsky פְּצָאֵל, podle stejnojmenného starověkého židovského sídla z herodovského období, jehož název se uchoval v místních jménech Khirbat Fasal a al-Fasajil, v oficiálním přepisu do angličtiny Peza'el, přepisováno též Petza'el) je vesnice typu mošav a izraelská osada na Západním břehu Jordánu v distriktu Judea a Samaří a v Oblastní radě Bik'at ha-Jarden.

## Geografie
Nachází se v nadmořské výšce 235 metrů pod úrovní moře ve střední části Jordánského údolí, cca 20 kilometrů severně od centra Jericha, cca 35 kilometrů severovýchodně od historického jádra Jeruzalému a cca 63 kilometrů východně od centra Tel Avivu.
Na dopravní síť Západního břehu Jordánu je napojena pomocí dálnice číslo 90 (takzvaná Gándhího silnice), hlavní severojižní dopravní osy Jordánského údolí, ze které u osady odbočuje lokální silnice číslo 505, která vede k městu Ma'ale Efrajim. Mošav stojí cca 7 kilometrů od řeky Jordán, která zároveň tvoří mezinárodní hranici mezi Izraelem kontrolovaným Západním břehem Jordánu a Jordánským královstvím.
Vesnice je součástí územně souvislého pásu izraelských zemědělských osad, které se táhnou podél dálnice číslo 90. Jediným významnějším palestinským sídlem v okolí je vesnice al-Fasajil, jejíž jméno uchovává název původní starověké lokality Peca'el. Západně od osady se zvedá z příkopové propadliny Jordánského údolí prudký svah hornatiny Samařska.

## Dějiny
Peca'el leží na Západním břehu Jordánu, jehož osidlování bylo zahájeno Izraelem po jeho dobytí izraelskou armádou, tedy po roce 1967. Jordánské údolí patřilo mezi oblasti, kde došlo k zakládání izraelských osad nejdříve. Takzvaný Alonův plán totiž předpokládal jeho cílené osidlování a anexi.
Vesnice byla zřízena roku 1975. Už 26. ledna 1969 rozhodla izraelská vláda, že v Jordánském údolí založí dvě až tři osady včetně této. 27. července 1969 pak vláda skutečně vydala usnesení o budoucím vzniku osady Peca'el. Mělo jít o osadu typu Nachal tedy kombinace vojenského a civilního osídlení. Definitivně o založení osady rozhodla izraelská vláda 13. září 1970 a ještě během roku 1970 byla skutečně osada zřízena. Stála ale o něco dále k západu, blíže k dnešnímu městu Ma'ale Efrajim. Tato osada zvaná Nachal Peca'el se do současného umístění přesunula a na ryze civilní sídlo proměnila v roce 1975.
Mošav se stále zaměřuje na zemědělství - plochu okolo vlastní osady a od ní směrem k řece Jordán pokrývají pozemky využívané k intenzivnímu pěstování datlových palem, květin, zeleniny a vinné révy. Ve vesnici funguje zdravotní středisko a plavecký bazén. Turistickou atrakcí je místní krokodýlí farma. Detailní územní plán obce umožňuje výhledovou kapacitu 135 bytů, z nichž zatím ještě nebylo postaveno 45. Osada vznikla podle promyšleného urbanistického plánu, kdy se jednotlivé farmy rozkládají paprskovitým směrem okolo centrálního prostoru.
Počátkem 21. století nebyl Peca'el stejně jako celá plocha Oblastní rady Bik'at ha-Jarden zahrnut do projektu Izraelské bezpečnostní bariéry. Izrael si od konce 60. let 20. století v intencích Alonova plánu hodlal celý pás Jordánského údolí trvale ponechat. Budoucnost vesnice zavisí na parametrech případné mírové dohody mezi Izraelem a Palestinci. Během druhé intifády nedošlo v osadě stejně jako téměř v celé oblasti Jordánského údolí k vážnějším teroristickým útokům.

## Demografie
Obyvatelstvo obce je v databázi rady Ješa popisováno jako sekulární. Podle údajů z roku 2014 tvořili naprostou většinu obyvatel Židé (včetně statistické kategorie "ostatní", která zahrnuje nearabské obyvatele židovského původu ale bez formální příslušnosti k židovskému náboženství).
Jde o menší obec vesnického typu s dlouhodobě stagnující či spíše klesající populací. Vedení obce ale zároveň poukazuje na to, že se mu podařilo do osady přilákat během dvou let 22 mladých rodin. K 31. prosinci 2014 zde žilo 244 lidí. Během roku 2014 registrovaná populace stoupla o 9,4 %.
| Rok            | 1983 | 1985 | 1986 | 1987 | 1988 | 1989 | 1990 | 1991 | 1992 | 1993 | 1994 | 1995 | 1996 | 1997 | 1998 | 1999 | 2000 |
| -------------- | ---- | ---- | ---- | ---- | ---- | ---- | ---- | ---- | ---- | ---- | ---- | ---- | ---- | ---- | ---- | ---- | ---- |
| Počet obyvatel | 191  | 232  | 242  | 246  | 274  | 286  | 295  | 295  | 292  | 309  | 311  | 315  | 233  | 238  | 224  | 228  | 224  |

| Rok            | 2001 | 2002 | 2003 | 2004 | 2005 | 2006 | 2007 | 2008 | 2009 | 2010 | 2011 | 2012 | 2013 | 2014 |
| -------------- | ---- | ---- | ---- | ---- | ---- | ---- | ---- | ---- | ---- | ---- | ---- | ---- | ---- | ---- |
| Počet obyvatel | 220  | 216  | 213  | 215  | 215  | 214  | 217  | 211  | 205  | 214  | 209  | 216  | 223  | 244  |